# Utricularia dichotoma
Utricularia dichotoma és una espècie de planta carnívora perennifolia d'hàbits terrestres que pertany a la família Lentibulariaceae.

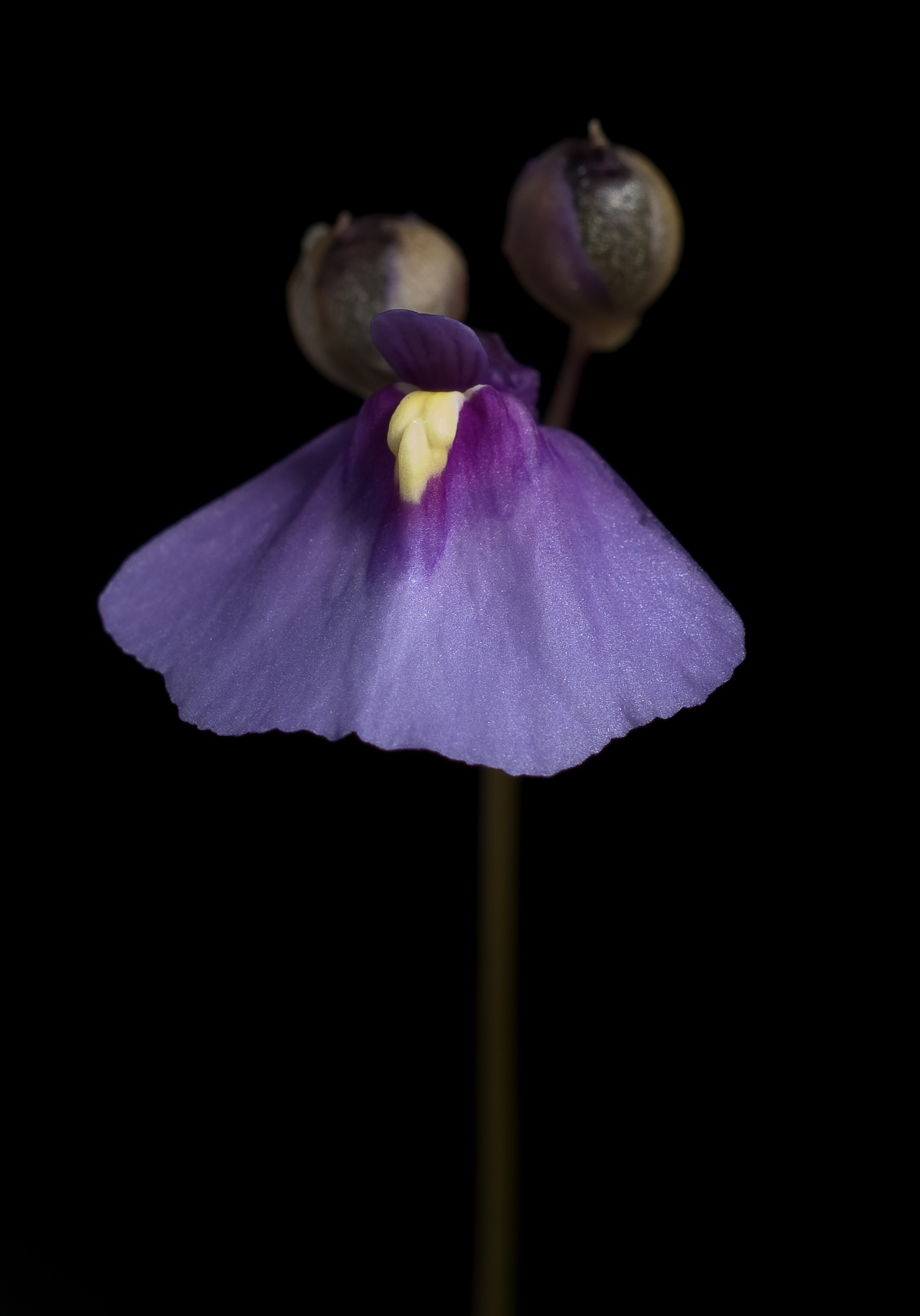
Utricularia dichotoma a Kingston, Tasmània, Austràlia, en cultiu

## Descripció
És una planta herbàcia aquàtica perenne, amb fulles estretes lineals i peduncle erecte; el calze n'és bilobulat, i les flors de color porpra o violeta.

## Distribució i hàbitat
Aquesta espècie té una àmplia distribució i és nadiua de Nova Caledònia, Austràlia (on es troba arreu del territori, tret del del Nord) i Nova Zelanda. Ací habita a l'Illa Nord, Illa del Sud i la Rakiura: aquest és l'indret més meridional on apareix. Es troba en llocs amb fang o sorra poc profunds sobre gres o en aigües poc fondes i pantans.

## Taxonomia
Utricularia dichotoma fou descrita per James Edward Smith en Novae Hollandiae Plantarum Specimen 1: 11. 1804.
Etimologia

Utricularia: nom genèric que deriva de la paraula llatina utriculus, que significa 'petita ampolla o flascó de cuir'.
dichotoma: epítet llatí que significa 'dividit en parelles' i es refereix a la disposició de dobles flors que sovint mostra aquesta espècie.
Sinonímia

- Pleiochasia dichotoma (Labill.) Barnh. (1916)
- Utricularia billardieri F.Muell. (1868) nom.illeg.
- Utricularia canacorum Pellegr. (1920)
- Utricularia colensoi Hook.f. (1853)
- Utricularia monanthos Hook.f. (1860)
- Utricularia moorei F.I.Lloyd (1936)
- Utricularia novae-zelandiae Hook.f. (1853)
- Utricularia oppositiflora R.br. (1810)
- Utricularia oppositifolia Spreng. (1824) sphalm.typogr.
- Utricularia rotundifolia auct. senar Merl exLuetz.: F.I.Lloyd (1937)
- Utricularia speciosa R.br. (1810)
- Utricularia subsimilis Colenso (1884)
- Utricularia vulcanica Colenso (1894)[5]